# Michaël (film, 1924)
Pour les articles homonymes, voir Michaël.
Pour plus de détails, voir Fiche technique et Distribution.
Michaël (Mikaël) est un film allemand réalisé par Carl Theodor Dreyer, sorti en 1924.

## Synopsis
Dans la vaste demeure du peintre Claude Zoret, Michaël, son modèle préféré devenu son fils adoptif, montre à d'élégants invités un de ses tableaux. La princesse Zamikoff vient demander au maître de faire son portrait. Elle devient, par la suite, la séductrice du jeune Michaël. Le journaliste Switt tente d'instruire Claude Zoret de l'attitude de son protégé. Or, celui-ci, revenu au foyer, use de flatteries trompeuses pour emprunter au peintre de fortes sommes d'argent ; plus tard, il lui volera même une de ses œuvres les plus remarquables. Zoret finit par lui pardonner et en fait son légataire universel. Gravement malade, Claude Zoret s'éteint dans une profonde solitude, le cœur certes déçu mais encore plein d'indulgence.

## Fiche technique
- Réalisation : Carl Theodor Dreyer
- Scénario : Carl Theodor Dreyer d'après le roman Mikaël de Herman Bang
- Coscénariste : Thea von Harbou
- Photographie : Karl Freund et Rudolph Maté pour les scènes d'extérieurs
- Décors et costumes : Hugo Häring
- Production : Erich Pommer, Decla-Bioskop (U.F.A), Berlin
- Format : Film muet - Noir et blanc - 1,33:1
- Métrage : 1 975 m. conservés (environ 90 minutes)
- Pays d'origine : Allemagne  République de Weimar
- Tournage : Berlin
- Date de sortie : 26 septembre 1924, Berlin (Allemagne  République de Weimar)

## Distribution
- Walter Slezak : Michaël
- Benjamin Christensen : Claude Zoret
- Nora Gregor : la princesse Lucia Zamikow
- Grete Mosheim : Mme Alice Adelsskjold
- Karl Freund : Leblanc, marchand de tableaux
- Robert Garrison : Charles Switt, journaliste
- Max Auzinger : le majordome Jules
- Didier Aslan : le duc de Monthieu
- Alexander Murski : Mr Adelsskjold
- Wilhelmine Sandrock : l'archiduchesse de Monthieu
- Mady Christians (non créditée) : une femme

## Analyse
Le film est une adaptation fidèle du roman éponyme (Mikaël) de l'écrivain danois Herman Bang, qui, pour le personnage de Zoret, pensait à Auguste Rodin et à Claude Monet. L'œuvre avait déjà fait l'objet d'une adaptation cinématographique, réalisée par le cinéaste suédois Mauritz Stiller en 1916 et nommée Les Ailes (Vingarne). Longtemps introuvable, le film de Dreyer fut retrouvé en 1965 à Berlin . Dénué de personnages de femmes souffrantes, lesté tout autant de figures autoritaires, Michaël occupe une place singulière et originale dans la création du maître danois. Si le film constitue, à l'instar du roman, une méditation philosophique sur les rapports entre la création artistique et la vie, il semblerait, comme l'indique Maurice Drouzy, dans son ouvrage consacré au cinéaste, qu'il traite également de « l'ingratitude d'un fils adoptif ». Drouzy, comparant l'œuvre et le destin personnel du cinéaste, y verrait, pour sa part, « l'expression d'un repentir tardif et Michaël apparaîtrait alors comme le film de la réparation posthume ».
Le rôle de Claude Zoret fut confié au réalisateur danois Benjamin Christensen, auteur de La Sorcellerie à travers les âges (1923). Le film est caractéristique du genre kammerspiele.
Commentant son film, Dreyer écrit : « Au cours de la réalisation de ce film j'appris à faire ce qu'il fallait pour que le jeu des acteurs soit juste, soit senti. Je découvris qu'il existait une différence de nuance entre un jeu élaboré sous le contrôle de l'intelligence — et un jeu senti au cours duquel l'acteur était parvenu à éliminer tous les sentiments qui n'étaient pas exigés par la scène. […] Je compris que le metteur en scène devait diriger (l'acteur) vers le but — à savoir […] stopper le raisonnement et ouvrir son cœur. C'est ce qu'on appelait jadis entrer dans la peau d'un rôle. ».
Toujours selon Dreyer : « L'action se situe à une époque où la fougue et l'exagération étaient de mise et où les sentiments étaient volontiers exacerbés ; époque d'une certaine manière très fausse, ce qui se voit dans la décoration, avec tous ces intérieurs outrageusement surchargés. »

## Postérité
Alfred Hitchcock a utilisé des motifs le scénario du film Le Voyou (1925). Le film est considéré comme une représentation importante de l'homosexualité masculine dans le cinéma muet,.